# كعكة الرطل
كعكة الرّطل أو (بالإنجليزية: Pound cake)‏ (نقحرة: الباوند كيك) هي نوع من الكعكات التي تتساوى فيه المكونات الأربعة وهي: الدقيق والزبدة والبيض والسكر بوزن الرطل.
. تُخبز كعكة الرطل عمومًا إما في مقلاة رغيف أو قالب بُنت، وتُقدم مزينة إما بمسحوق السكر أو مُزجج قليلاً أو بكساء سكري.

## التاريخ
يُعتقد أن كعكة الرطل من أصل شمال أورُبّي ويعود تاريخها إلى أوائل القرن الثامن عشر. يحتوي كتاب الطبخ الأمريكي الأول American Cookery الذي نُشر عام 1796 على وصفة لكعكة الرطل. 

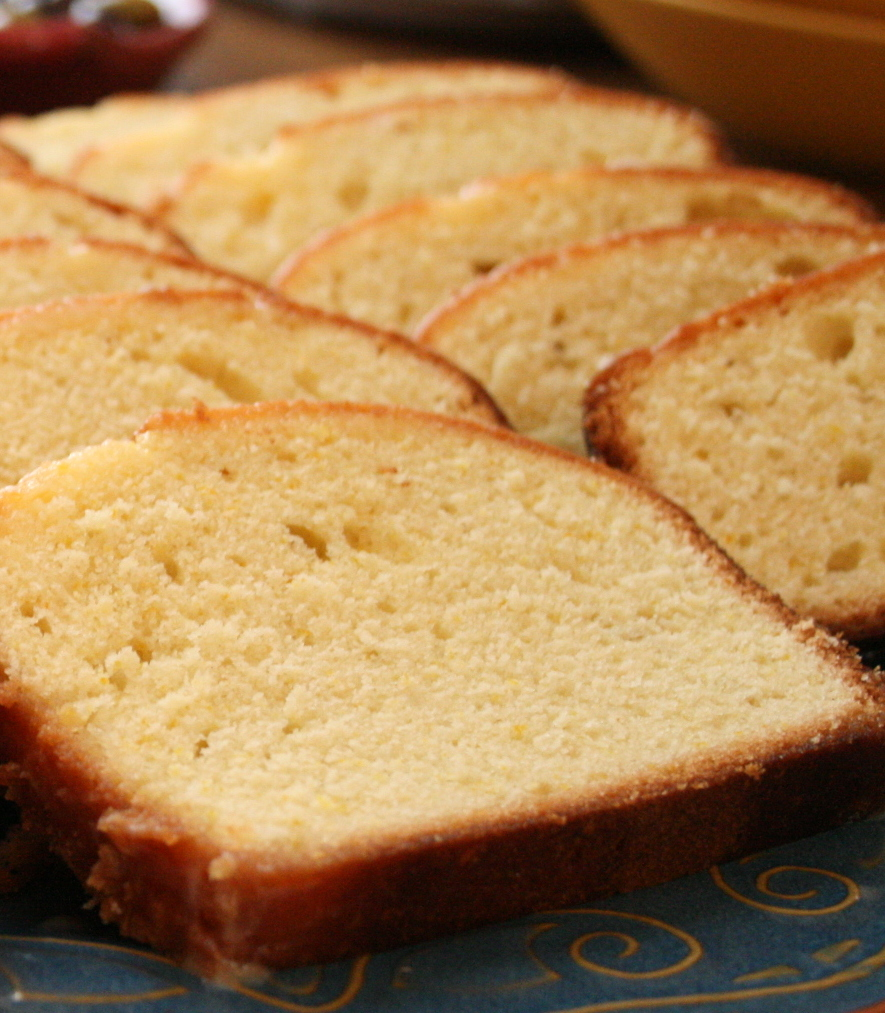
شرائح كعكة الرطل